# Gare d'Obermodern
La gare d'Obermodern est une gare ferroviaire française des lignes de Mommenheim à Sarreguemines et de Steinbourg à Schweighouse-sur-Moder, située à Obermodern sur le territoire de la commune d'Obermodern-Zutzendorf, dans la collectivité européenne d'Alsace, en région Grand Est.
Elle est mise en service en 1895 par la Direction générale impériale des chemins de fer d'Alsace-Lorraine (EL).
C'est une gare de la Société nationale des chemins de fer français (SNCF), du réseau TER Grand Est, desservie par des trains express régionaux.

## Situation ferroviaire
Établie à 187 mètres d'altitude, la gare d'Obermodern est située au point kilométrique (PK) 13,871 de la ligne de Mommenheim à Sarreguemines, entre les gares ouvertes Mommenheim et d'Ingwiller. Ancienne gare de bifurcation, elle est située au PK 18,605 de la ligne de Steinbourg à Schweighouse-sur-Moder, en partie déclassée et déposée, sur une section non exploitée.

## Histoire
La Direction générale impériale des chemins de fer d'Alsace-Lorraine (EL) met en service la section de Schweighouse à Bouxwiller de la ligne de Steinbourg à Schweighouse-sur-Moder le 1er novembre 1881, laquelle passe par Obermodern et pourrait avoir comporté une gare dès 1881[réf. nécessaire].
La gare d'Obermodern est mise en service le 1er mai 1895 par la Direction générale impériale des chemins de fer d'Alsace-Lorraine (EL) lorsqu'elle ouvre à l'exploitation la section de Mommenheim - Obermodern - Ingwiller - Kalhausen. Un faisceau de triage est ouvert l'année suivante.
Avant la fermeture de la ligne de Steinbourg à Schweighouse, intervenue en plusieurs phases entre 1970 et 1990,, la gare était une gare de bifurcation qui permettait de rejoindre Steinbourg ou encore Haguenau. Une réouverture partielle de cette ligne est envisagée depuis 2018. Soutenue par des financements européens, la réouverture concernerait la gare d'Obermodern.
L'objectif est de créer un nouvel itinéraire afin de relier Karlsruhe à Sarrebruck en passant par Haguenau et Sarreguemines. Les trains emprunteraient donc également une grande partie de la ligne de Mommenheim à Sarreguemines à savoir la section Obermodern - Sarreguemines. La gare redeviendrait ainsi une gare de bifurcation.
Le projet a été présenté en décembre 2020 au cours d'une conférence dédiée à l'avenir de la coopération transfrontalière. Une étude à moitié financée par l'Union européenne et dont le coût s'élève à 654 500 euros a été lancée et durera plusieurs mois. Cette étude a pour but d'estimer le coût du projet,.

## Fréquentation
De 2015 à 2024, selon les estimations de la SNCF, la fréquentation annuelle de la gare s'élève aux nombres indiqués dans le tableau ci-dessous.
| Année                      | 2015    | 2016    | 2017    | 2018    | 2019    | 2020    | 2021    | 2022    | 2023    | 2024    |
| -------------------------- | ------- | ------- | ------- | ------- | ------- | ------- | ------- | ------- | ------- | ------- |
| Voyageurs                  | 194 131 | 196 029 | 196 648 | 195 390 | 186 710 | 141 240 | 176 160 | 226 246 | 228 003 | 231 110 |
| Voyageurs et non voyageurs | 242 664 | 245 036 | 245 810 | 244 237 | 233 388 | 176 550 | 220 200 | 282 808 | 285 004 | 288 888 |

## Service des voyageurs

### Accueil
Gare SNCF, elle dispose d'un bâtiment voyageurs, avec guichet, ouvert tous les jours. Elle dispose aussi d'une salle d'attente chauffée et de toilettes. Elle est équipée d'automates pour l'achat de titres de transport TER.

### Desserte
Obermodern est desservie par des trains TER Grand Est de la relation Strasbourg-Ville - Sarreguemines - Sarrebruck (en Allemagne).

### Intermodalité
Un parc pour les vélos et un parking pour les véhicules y sont aménagés.
Elle est desservie par des cars TER de la relation : Saverne - Haguenau.

## Patrimoine ferroviaire
Le bâtiment voyageurs d'origine, composé de quatre parties dont une aile étroite sous pignon transversal et d'une halle à marchandises en bois est présent sur le site.